# Janina Kowalska (1904–1980)
Janina Kowalska, pseudonimy „Hala”, „Jula”, „Kama” (ur. 28 listopada 1904 w Warszawie, zm. 4 grudnia 1980 tamże) – polska działaczka komunistyczna, w 1945 I sekretarz Komitetu Wojewódzkiego Polskiej Partii Robotniczej w Gdańsku.

## Życiorys
Córka Henryka (Henocha). Zdobyła wykształcenie średnie, z zawodu pracownica biurowa. Podjęła nieukończone studia na Wydziale Nauk Społecznych i Ekonomicznych Wolnej Wszechnicy Polskiej. Pracowała m.in. w Biurze Technicznym Z. Otwinowskiego, Kasie Chorych M. St Warszawy, Towarzystwie Asekuracyjnym Riunone Adriatica di Sicurita.
Działała w Komunistycznej Partii Polski (1922–1930/1; początkowo pod nazwą Komunistyczna Partia Robotnicza Polski), należała też do KPZU (1930/1–1934) i KPZB (1934–1935). Wstąpiła do Międzynarodowej Organizacji Pomocy Rewolucjonistom. W 1931 współorganizowała strajk towarzystw ubezpieczeniowych w Warszawie, zajmowała się też agitacją i wydawaniem prasy. W latach 1932–1934 przebywała w więzieniu we Lwowie, potem wróciła do stolicy. Od 1939 do 1941 działała we Lwowie, m.in. w Międzynarodowej Organizacji Pomocy Rewolucjonistom Zachodniej Ukrainy. W czasie II wojny światowej przebywała w ZSRR, starała się o przyjęcie do Wszechzwiązkowa Komunistyczna Partia (bolszewików). Dołączyła do Związku Patriotów Polskich, współpracując blisko z Wandą Wasilewską. Od 1942 do 1944 działała w spółdzielczości w Uzbekistanie i na Kaukazie.
Od 1944 do 1948 działała w Polskiej Partii Robotniczej, następnie w Polskiej Zjednoczonej Partii Robotniczej. Tworzyła struktury partii komunistycznych w Radomiu, Katowicach i Poznaniu. Od sierpnia 1944 kierowała Wydziałem Ogólnym Komitetu Centralnego PPR w Lublinie, zaś od 1 kwietnia do 30 czerwca 1945 pozostawała I sekretarzem Komitetu Wojewódzkiego PPR w Gdańsku. 1 maja 1945 zorganizowała propagandowy wiec na Targu Siennym, który od tego czasu (do 1990) przemianowano na plac 1 Maja. Następnie kierowała referatem sprawozdawczym KC PPR, później była instruktorem oraz starszym inspektorem w Wydziale Organizacyjnym Komitetu Centralnego PZPR. Od 1964 przebywała na rencie.

## Życie prywatne
Przed II wojną światową wyszła za mąż za działacza komunistycznego, małżeństwo szybko się rozpadło. Miała syna, który zmarł w dzieciństwie.

## Odznaczenia
Odznaczona m.in. Krzyżem Kawalerskim Odrodzenia Polski (1945), Orderem Sztandaru Pracy II klasy (1954) i Medalem 30-lecia Polski Ludowej (1974).